# Сајам на свој начин
„Сајам на свој начин” је југословенски ТВ филм из 1968. године. Режирао га је Петар Теслић а сценарио је написао Иван Кушан.

## Улоге
| Глумац                | Улога |
| --------------------- | ----- |
| Иван Бекјарев         |       |
| Северин Бијелић       |       |
| Душан Голумбовски     |       |
| Снежана Никшић        |       |
| Данило Бата Стојковић |       |
| Добрила Стојнић       |       |
| Власта Велисављевић   |       |
| Милош Жутић           |       |